# Parafia Przemienienia Pańskiego w Białymstoku
Parafia pw. Przemienienia Pańskiego w Białymstoku – rzymskokatolicka parafia należąca do dekanatu Białystok – Starosielce, archidiecezji białostockiej, metropolii białostockiej.

## Historia parafii
Parafia została utworzona 24 czerwca 1997 roku. 

## Kościół parafialny
Kościół parafialny pw. Przemienienia Pańskiego w budowie od 2001 roku według projektu Andrzeja Nowakowskiego.